# Distretto di Chiara (Ayacucho)
Il distretto di Chiara è uno dei quindici distretti della provincia di Huamanga, in Perù. Si trova nella regione di Ayacucho e si estende su una superficie di 498,42 chilometri quadrati.

Ha per capitale la città di Chiara e nel censimento del 2005 contava 5.826 abitanti.